# Szlak do Jeziora Szmaragdowego

Szlak do Jeziora Szmaragdowego – czarny znakowany szlak turystyczny, w Szczecinie Zdrojach. Krótki szlak dojściowy o długości 1,5 km, łączy przystanki komunikacji miejskiej i stację kolejową Szczecin Zdroje ze szlakami turystycznymi wokół Jeziora Szmaragdowego, jednego z najatrakcyjniejszych zakątków okolic Szczecina i Szczecińskiego Parku Krajobrazowego „Puszcza Bukowa”.

## Przebieg szlaku
- 0,0 km - Szczecin-Zdroje, stacja kolejowa, ul. Walecznych:
  -   Szlak im. Stanisława Grońskiego – odchodzi
- 1,1 km - Skórcza Góra, punkt widokowy (panorama Szczecina):
  -   Szlak Woja Żelisława
  -   Szlak Familijny przez Park Leśny Zdroje
- 1,5 km - Jezioro Szmaragdowe, mostek widokowy: 
  -   Szlak Równiny Wełtyńskiej
  -   Szlak Woja Żelisława
  -   Szlak Familijny przez Park Leśny Zdroje

Przebieg szlaku zweryfikowany według danych z roku 2007.